# Fußball bei den Zentralafrikanischen Spielen

Fußball gehörte bei den drei Austragungen der Zentralafrikanischen Spiele zu den Sportarten, die im Programm der Spiele waren. Teilnahmeberechtigt waren elf Länder Zentralafrikas. Das Turnier wurde dreimal in unregelmäßigen Abständen ausgetragen. Eine erste Austragung unter der Bezeichnung „Zentralafrika-Cup“ 1972 hatte inoffiziellen Charakter und diente, wie auch das Turnier 1987, als Qualifikation für das Fußballturnier der Afrikaspiele. Ein Turnier im Frauenfußball fand nicht statt.  

## Die Turniere im Überblick
| Jahr         | Gastgeber                         | Finale              | Finale     | Finale              | Spiel um Bronze              | Spiel um Bronze | Spiel um Bronze              |
| Jahr         | Gastgeber                         | Gold                | Ergebnis   | Silber              | Bronze                       | Ergebnis        | 4. Platz                     |
| ------------ | --------------------------------- | ------------------- | ---------- | ------------------- | ---------------------------- | --------------- | ---------------------------- |
| 1972 Details | Brazzaville (Volksrepublik Kongo) | Volksrepublik Kongo | 3:2        | Kamerun             | Zentralafrikanische Republik | 3:1             | Gabun                        |
| 1976 Details | Libreville (Gabun)                | Kamerun             | 3:2        | Volksrepublik Kongo | Gabun                        | 3:1             | Zentralafrikanische Republik |
| 1981 Details | Luanda (Angola)                   | Zaire               | Ligasystem | Volksrepublik Kongo | Gabun                        | Ligasystem      | Angola                       |
| 1987 Details | Brazzaville (Volksrepublik Kongo) | Kamerun             | 2:0        | Angola              | Volksrepublik Kongo          | 3:2             | Gabun                        |

### Medaillenspiegel
nach 3 Turnieren
| Rang | Land                | Goldmedaille | Silbermedaille | Bronzemedaille | Gesamt |
| ---- | ------------------- | ------------ | -------------- | -------------- | ------ |
| 1    | Kamerun             | 2            | 0              | 0              | 2      |
| 2    | Zaire               | 1            | 0              | 0              | 1      |
| 3    | Volksrepublik Kongo | 0            | 2              | 1              | 3      |
| 4    | Angola              | 0            | 1              | 0              | 1      |
| 5    | Gabun               | 0            | 0              | 2              | 2      |